# Новіков Всеволод Георгійович
Новіков Всеволод Георгійович (10 січня 1914, с. Середні Малиничі, Гомельської області, Білорусь — 29 листопада 1983, м. Харків) — український науковець, доктор технічних наук, професор, ректор Харківського інституту радіоелектроніки (1966-1983), Заслужений працівник Вищої Школи УРСР.

## Біографія
Всеволод народився 10 січня 1914 року в селі Середні Малиничі Гомельської області, Білорусь.
У 1932 році закінчив залізничне фабрично-заводське училище. Один рік працював слюсарем на Гомельському паровозоремонтному заводі. У період 1933 - 1935 рр. отримував освіту у  Гомельському механіко-машинобудівному інституті. У період 1935 - 1938 рр. навчався та закінчив Мінський політехнічний інститут. Здобув вищу освіту у Мінському політехнічному інституті, працював технічним керівником механіко-складального цеху на заводі ім. Комінтерну (м. Вітебськ). 
Під час Другої світової війни Всеволод Новіков воював на Південному, Північно-Кавказькому, Закавказькому та на Українському фронті. У лютому 1942 року йому надано звання Молодшого технік-лейтенанта. Командував взводом, був заступником командира танкоремонтної роти з технічної частини, техніком з ремонту обладнання, начальником випробувальної станції, інженером. У січні 1943 року призначений заступником командира по технічній частині танкоремонтної роти 17-ого окремого танкоремонтного батальйону. У 1943 був нагороджений Орденом Червоної Зірки.
У 1948 р. почав працювати на машинобудівних підприємствах Харкова: начальником відділу на заводі «Электроаппаратура» або підприємство №115. Заступником начальника цеху, начальником цеху на авіаційному заводі  імені Совнаркома Української РСР при акціонерній спільноті «Укрвоздухпуть» Протягом 1953–1955 рр. навчався у Московській академії авіаційної промисловості. 
З 1958 до 1966 року Всеволод Георгійович був завідувачем Відділу Оборонної Промисловості у Харківському Обкомі ЦК КПУ. В 1965 році захистив Кандидатську, а в 1972 р. — Докторську дисертацію. У 1966 році В. Г. Новіков призначений ректором Харківського інституту радіоелектроніки.  На цій посаді працював до своєї смерті у 1983 році. Одночасно був доцентом, завідувачем кафедри економіки й організації промислових підприємств. З 1973 року — професор.
За свою працю відзначений орденом Трудового Червоного Прапора (1960, 1966), орденем Леніна (1971), орденем Вітчизняної війни ІІ ступеня (1985), медаллю "За доблесну працю. На відзначення 100-ї річниці з дня народження В.І. Леніна" (1970).
Помер у 1983 році в Харкові.

## Наукова діяльність
Всеволод Новіков — автор більш ніж 60 наукових праць, серед яких: «Основи сіткового планування і керування» (Н. М. Глазман, В. Г. Новіков, 1966), «Теоретичні основи організації виробничих процесів на промислових підприємствах» (1973), «Організація та планування радіотехнічного виробництва» (К. Д. Коноваленко, В. Г. Новіков, 1984).

## Нагороди та відзнаки
- Орден Леніна (1971)
- Орден Трудового Червоного Прапора (1960, 1966)
- Орден Червоної Зірки (1943)
- Орден Вітчизняної війни ІІ ступеня (1985)
- Медаль «За оборону Кавказу» (1944)
- Медаль  «За перемогу над Німеччиною у Великій Вітчизняній війні 1941—1945 рр.» (1946).
- Медаль «За доблесну працю. На відзначення 100-річчя з дня народження В. І. Леніна» (1970).